# جامعة سان فرانسيسكو
جامعة سان فرانسيسكو (بالإنجليزية: University of San Francisco)‏ هي جامعة، تأسست في 1854، في الولايات المتحدة، وهي عضوة في رابطة الكليات والجامعات اليسوعية، وScholarly Publishing and Academic Resources Coalition ‏، وDigital Library Federation ‏، وCenter for Research Libraries ‏.